# Чувашский драматический театр имени К. В. Иванова
Чува́шский госуда́рственный академи́ческий драмати́ческий теа́тр и́мени К. В. Ивано́ва (чув. Чăваш патшалăх К. В. Иванов ячĕллĕ академи драма театрĕ) — старейший театр Чувашской Республики, один из первых национальных театров страны. 
Художественный руководитель — народный артист СССР Валерий Яковлев, директор театра — заслуженный работник культуры Чувашской Республики Николаева Елена Васильевна.

## История

### Казанский период
Театр был основан в 27 января 1918 года в Казани И. С. Максимовым-Кошкинским. В начале коллектив именовался «Чувашская драма», затем — «Чувашский советский передвижной театр». Открылся первым чувашским спектаклем «Хăв пурăнас тенĕ пек ан пурăн» («Не так живи, как хочется») А.Островского.

### Советский театр в Чебоксарах
20 августа 1920 года театр переехал в столицу Чувашской АО – город Чебоксары. Репертуар театра составляли пьесы чувашских драматургов и переводы русской классики, спектакли игрались на чувашском языке.
В 1927—1939 годах в качестве главного режиссёра театр возглавил П. Н. Осипов. Самобытное искусство артистов театра из года в год росло и крепло в лучших спектаклях по пьесам чувашских драматургов Ф. Павлова, И. Максимова-Кошкинского, Н. Айзмана, М. Трубиной, Л. Агакова, А. Эсхеля, А. Колгана, Я. Ухсая, В. Алагера, Л. Родионова, В. Ухли, Н. Терентьева, и других.
С 1936 по 1941 года в труппе театра Тимофеева, Ульяна Тимофеевна — первая чувашская драматическая актриса с высшим театральным образованием.
В 1933 году присвоено звание академического. После ареста Иоакима Максимова-Кошкинского 13 июня 1937 года директором Чувашского драматического театра стал Ефрем Чернов, который уволил жену бывшего директора — Тани Юн.
В 1959 театру присвоено имя поэта К. Иванова. 
В 1947 году в коллектив влились выпускники Чувашской студии ГИТИСа (курс М. М. Тарханова). В последующие годы театр пополняется выпускниками театральных ВУЗов страны: в 1961 году — окончившими ГИТИС (руководитель — народный артист СССР В. А. Орлов), в 1972 году — Ленинградского института театра, музыки и кинематографии (руководитель — засл. деятель искусств ЧР А. И. Кацман), в 1983 году (руководитель — заслуженный деятель искусств ЧР В. К. Смирнов) — Московского театрального училища имени М. С. Щепкина (ВУЗ).

### Театр после 1991
В 1993 и 2002 годах  в коллектив влились выпускники (руководитель — заслуженный деятель искусств ЧР В. П. Селезнев) Московского театрального училища имени М. С. Щепкина (ВУЗ).
В настоящее время театр ставит пьесы зарубежных драматургов: Д. Маротта, и Б. Рандоне, Ж. Ануя; русских — А. Островского, А. Пушкина, М. Рощина, В. Розова, С. Прокопьевой и Токмаковой, А. Ларева; чувашских — Н. Сидорова, Н. Угарина, А. Чебанова, Г. Медведева.

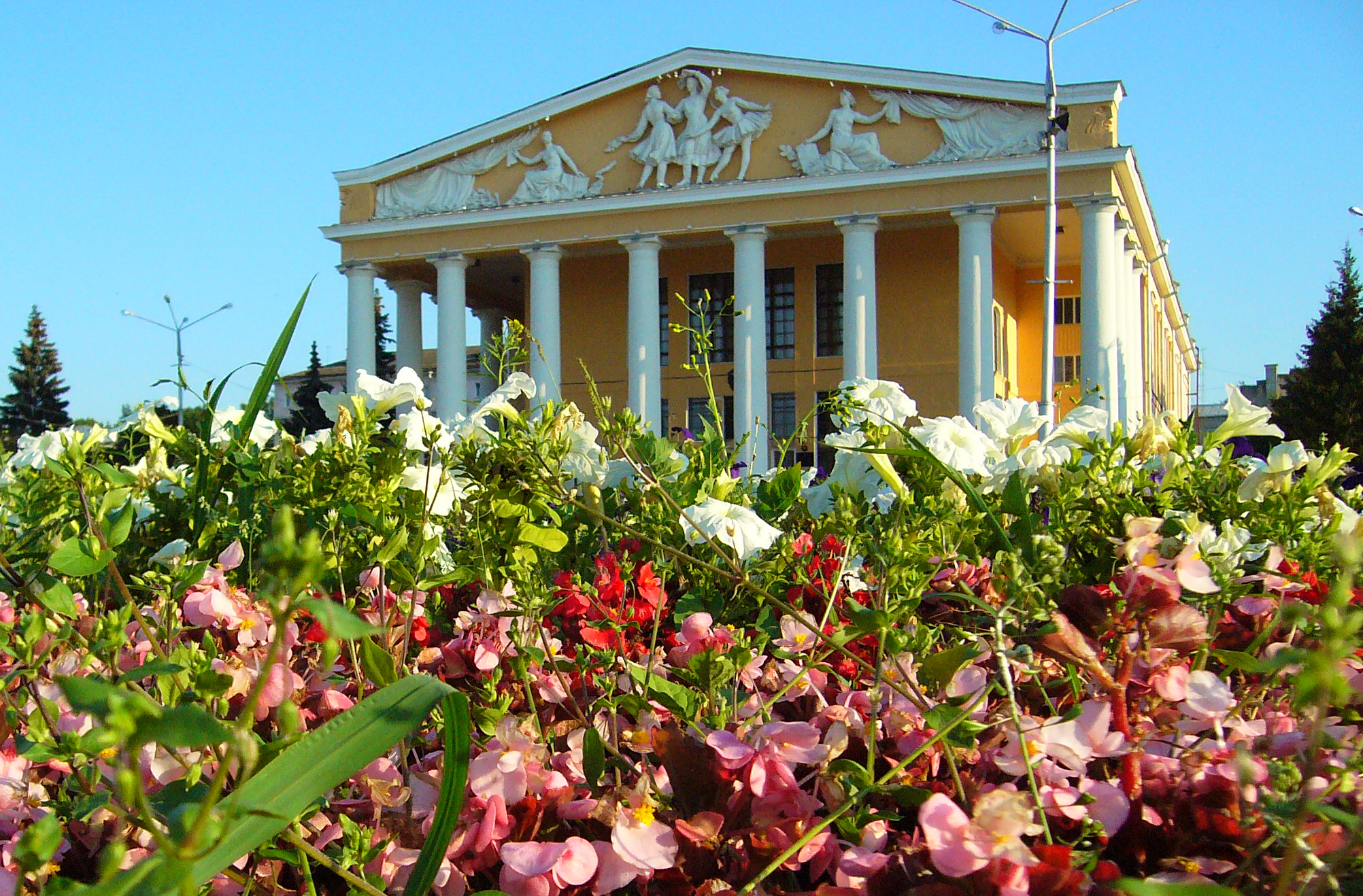
Чувашский драмтеатр

## Здание театра: строительство, реконструкции
Здание театра было построено в 1961 году (Архитектор — А. Максимов), реконструировано в 2001—2002 годах. Здание Чувашского государственного академического драматического театра является памятником архитектуры по Постановлению Совета Министров Чувашской Республики № 372 от 29.10.1993 г.

## Участие в фестивалях, призы
- «Образ сельского труженика в драматургии и на сцене» (название фестиваля), Ярославль: «Тетушка Праски дочку замуж выдает» А. С. Чебанова, режиссёр В. Н. Яковлев, номинация «Лучшая женская роль» —Н.Яковлева за роль тетушки Праски, 1990;
- «Лучшие спектакли России», г. Орел: «Ежевика вдоль плетня» по Б.Чиндыкову, 1990;
- «Федерация-92», Чебоксары: «Ежевика вдоль плетня», 1991;
- «Туганлык», Уфа: «Ежевика вдоль плетня», Гран-при, 1991;
- «Прощание с Матерой» В.Распутина; лучшая режиссура — Яковлев, «Женская роль второго плана» — Н.Григорьева за исполнение роли Настасьи, 1996),
- «Науруз», Казань: "Плач девушки на заре " Н.Сидорова, диплом за «Культурную постановку спектакля» — Яковлев, 1998; «Свет далекого счастья» А.Тарасова, «Лучшая роль второго плана» — С.Андреева за роль Зайки, «Приз за актерскую удачу» — Г. Большаков за роль Миккуля, 2002,
- «Русская классика. Пушкин. Тургенев.», г. Орел: «Моцарт и Сальери», 1999.

- Участник Международного театрального фестиваля в Ярославле (октябрь 2002).

- Республиканский конкурс театрального искусства «Чĕнтĕрлĕ чаршав» («Узорчатый занавес»), 2005.
- Международный театральный фестиваль тюркских народов «Науруз», 2005.
- Республиканский конкурс театрального искусства «Чĕнтĕрлĕ чаршав» («Узорчатый занавес»), 2006.

## Артисты театра
Народные артисты СССР:
- Кузьмина, Вера Кузьминична †
- Яковлев, Валерий Николаевич †

Народные артисты Российской Федерации:
- Григорьева, Нина Ильинична
- Яковлева, Нина Михайловна
- Родионов, Виктор Иосифович †

Заслуженные артисты Российской Федерации:
- Большаков, Геннадий Арсентьевич †
- Федорова, Любовь Владимировна
- Семенов, Владимир Валентинович

## Награды
- Орден Трудового Красного Знамени.
- Благодарность Президента Российской Федерации (21 февраля 2008 года) — за большой вклад в развитие отечественного театрального искусства и достигнутые творческие успехи[2].